# Heoeugorna
Heoeugorna là một chi bướm đêm thuộc họ Erebidae.